# Grönfläckig vitfjäril
Grönfläckig vitfjäril, Pontia daplidice, är en fjärilsart i familjen vitfjärilar. Vingspannet varierar mellan 34 och 48 millimeter, på olika individer.

## Beskrivning

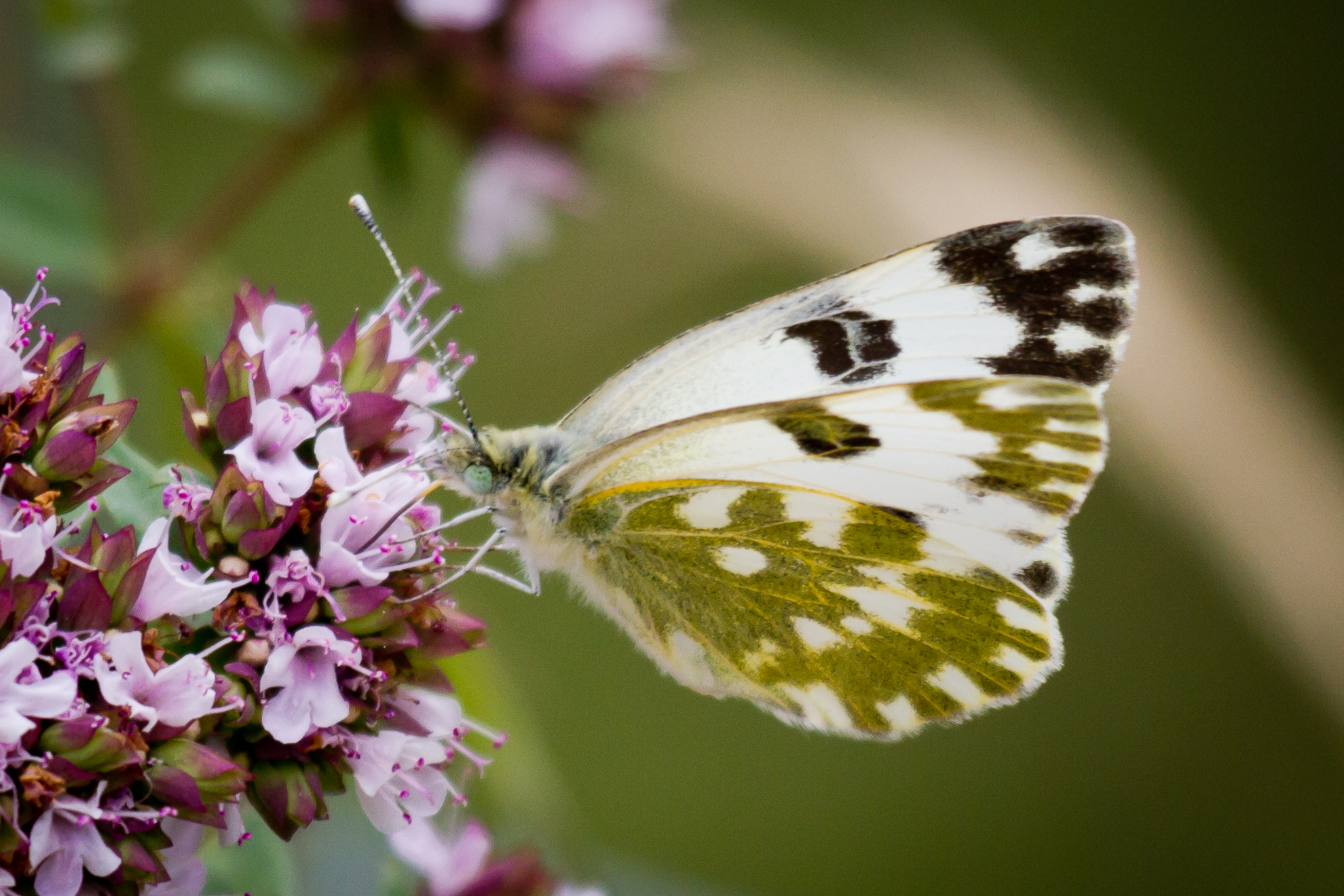
Den grönfläckiga undersidan. (Fotograferad i Toscana, Italien)

Ovansidan hos hanen är vit med en gråsvart teckning på framvingens vingspets och en gråsvart fyrkantig fläck på framvingen. På bakvingen finns mycket ljust grå teckningar. Honans ovansida liknar hanens, men teckningarna på hennes bakvinge är mörkare grå och hon har ytterligare en mörkgrå fläck på framvingen. På undersidan är könen lika. Bakvingen är olivgrön med vita fläckar och framvingen vit med olivgröna fläckar längs ytterkanten och någon eller några få gråsvarta fläckar. Larven är längsgående randig i gult och gråsvart och blir upp till 25 millimeter lång.

## Levnadssätt
Värdväxter, de växter larven äter av och lever på, är arter i resedasläktet och olika kålväxter i bland annat blåsenapssläktet, travsläktet, vägsenapssläktet, skärvfrösläktet och senapssläktet. I Sverige är gulreseda den enda värdväxten.
Flygtiden, den period när fjärilen är fullvuxen, imago, infaller från tidig vår till hösten i flera generationer. I den nordliga delen av utbredningsområdet är generationerna färre och flygtiden börjar senare och slutar tidigare.

## Utbredning
Den grönfläckiga vitfjärilens utbredningsområde sträcker sig från södra och centrala Europa och Nordafrika genom Mindre Asien till centrala Asien och Indien. Därutöver finns denna fjäril i Japan. Det har visat sig att denna art, Pontia daplidice, kan delas upp i två arter; dels P. daplidice, dels P. edusa. De ser dock likadana ut och kan endast skiljas åt genom biokemisk analys. I Europa har de också delvis olika utbredningsområde, västra Europa för P. daplidice och östra Europa för P. edusa.
I Sverige förekommer den grönfläckiga vitfjärilen som bofast endast på Gotland, men har sedan 1990 påträffats på olika ställen i landet så gott som årligen, några gånger så långt norrut som Lappland. Dess habitat är torra, varma och öppna marker. Igenplantering har medfört att populationen på Gotland har minskat och den är upptagen som Sårbar (VUº) på den svenska rödlistan. Gradtecknet efter VU betyder att det lokala hotet egentligen borde vara i en högre kategori, men att invandring från grannländers populationer gör att risken för utrotning i Sverige minskar. Grönfläckig vitfjäril är en flyttande fjäril som flyger norrut på sommaren. Troligen förstärker dessa flyttande fjärilar populationerna i bland annat södra Storbritannien, norra Tyskland och södra Skandinavien.